# Kizilsu
Kizilsu (chiń. 克孜勒苏柯尔克孜自治州; pinyin: Kèzīlèsū Kē’ěrkèzī Zìzhìzhōu; kirg. Кызылсу Кыргыз aвтономиялы oбласты; ujg.قىزىلسۇقىرغىز ئاپتونوم ئوبلاست, Qizilsu Qirghiz Aptonom Oblasti) – kirgiska prefektura autonomiczna mniejszości w Chinach, w regionie autonomicznym Sinciang. Siedzibą prefektury jest Artux. W 1999 roku liczyła 432 373 mieszkańców.

## Podział administracyjny
Prefektura autonomiczna Changji podzielona jest na:
- miasto: Artux,
- 3 powiaty: Akto, Akqi, Wuqia.